# Jorge Uribe
Jorge Omar Uribe Lazcano (n. el 4 de abril de 1976 en la Ciudad de México, D.F.; México.) Es un exfutbolista mexicano, su posición fue Defensa, actualmente se encuentra retirado.

## Trayectoria
Defensor de buena marca que debuta en la Primera División de México con los Toros del Celaya en el Apertura 2002. En su segundo torneo sigue a la franquicia a Cuernavaca que no logró conservar su lugar en la máxima categoría. Para el Apertura 2003 es transferido a los Gallos Blancos con quienes esperaba tener una buena participación.

## Clubes
| Club                 | País   | Año       |
| -------------------- | ------ | --------- |
| Atlético Celaya      | México | 2002      |
| Colibríes de Morelos | México | 2003      |
| Quéretaro            | México | 2003-2004 |
| Celaya Fútbol Club   | México | 2004-2006 |
| Alacranes de Durango | México | 2006-2009 |
| Club Jaiba Brava     | México | 2009-2010 |
| Alacranes de Durango | México | 2010      |

- Datos: Q5936180